# Midge Decter
Midge Decter (née  Midge Rosenthal le 25 juillet 1927 à Saint Paul (Minnesota) et morte le 9 mai 2022 à Manhattan (New York)) est une journaliste américaine néoconservatrice.

## Biographie
Midge Decter copréside avec Donald Rumsfeld le Committee for the Free World (en).
Elle est un membre fondateur du Project for the New American Century.

### Famille
Midge Decter est mariée à Norman Podhoretz qui fut pendant 35 ans le rédacteur en chef du mensuel Commentary publié par l'American Jewish Committee.

## Publications
- Losing the First Battle, Winning the War[2]
- The Liberated Woman and Other Americans (1970)[3]
- The New Chastity and Other Arguments Against Women's Liberation (1972)  (ISBN 9780698104501)
- Liberal Parents, Radical Children (1975)  (ISBN 9780698106758)
- An Old Wife's Tale: My Seven Decades in Love and War (2001)  (ISBN 9780060394288)
- Always Right: Selected Writings of Midge Decter (2002)  (ISBN 9780891951087)
- Rumsfeld : A Personal Portrait (2003)  (ISBN 9780060560911)